# Ligne d'Asprochoma à Messène
La ligne d'Asprochoma à Messène (en grec: γραμμή Ασπρόχωμα - Μεσσήνη) est une ligne ferroviaire secondaire grecque à voie unique et à écartement métrique reliant la localité d'Asprochoma à celle de Messène. Elle est située intégralement dans le district régional de Messénie, dans le sud du Péloponnèse.

## Chronologie
- 1892: Mise en service de la ligne avec des trains locaux depuis/vers Kalamata
- 1976: Fermeture au trafic voyageurs
- 12 septembre 2007: Réouverture au trafic voyageurs[1]
- 30 janvier 2011: Nouvelle suppression de trafic sur la ligne[2]

## Tracé et stations
La ligne naît à la bifurcation d'Asprochoma laquelle donne accès à la ligne principale de Corinthe à Kalamata. Derrière la gare d'Asprochoma, elle est aussi reliée à la ligne Corinthe - Kalamata vers la direction de Corinthe en formant un triangle qui était utilisé pour faire retourner les autorails abrités au dépôt de Kalamata.

La ligne depuis le triangle d'Asprochoma vers la gare de Messène se dirige vers l'Ouest et parcourt la plaine littorale de Messénie, en formant une ligne droite longue de 4 km.

Autrefois la ligne, outre la gare terminale de Messène, possédait seulement une halte appelé « Karydia », située au milieu du parcours. Pendant la réouverture provisoire de la ligne entre 2009 et 2011, cinq nouvelles haltes ont été construites.

## Exploitation
La ligne avant la première suppression de trafic voyageurs en 1976 voyait circuler 14 pairs de trains entre Kalamata et Messène et un pair de trains locaux entre Asprochoma et Messène. La plupart d'entre eux donnaient correspondance en gare d'Asprochoma aux trains venant d'Athènes ou de Patras.

Depuis 1976 et 2009, seulement quelques trains spéciaux circulaient sur la ligne surtout pendant la foire de Messène.

En janvier 2009, année où le trafic voyageurs fut restauré, y circulaient d'abord 16 pairs de trains de 6 h 25 à 22 h 50. Ce nombre fut réduit en juillet 2009 à 14 pairs de trains. De nouveau en mi-2010 les itinéraires sont réduits en 10 pairs de trains quotidiennement circulant de 6 h 30 à 22 h 00 mais cette fois sans aucun train entre 12 h 00 - 15 h 00 et 16 h 45 - 20 h 00, en d'autres mots aux heures de pointe de l'après midi. Finalement tout service fut suspendu le 30 janvier 2011.